# FCバイエルン・ミュンヘンの選手一覧
FCバイエルン・ミュンヘンの選手一覧は、ドイツのミュンヘンに本拠地を置くFCバイエルン・ミュンヘンに現在在籍しているまたは過去に在籍していた選手・監督の一覧である。

## 現所属メンバー

### スタッフ
| 役職             | 名前                   | 在籍年     | 前職                                       | 備考 |
| 監督             | ヴァンサン・コンパニ   | 2024年6月- | バーンリー監督                             |      |
| GKコーチ         | ミヒャエル・レヒナー   | 2023年2月- | トルコ代表GKコーチ                         |      |
| フィジカルコーチ | ホルガー・ブロイヒ     | 2014年7月- | バイエル・レバークーゼンフィジカルコーチ   |      |
| フィジカルコーチ | シモン・マルティネッロ | 2019年7月- | FCバイエルン・ミュンヘンIIフィジカルコーチ |      |

### 選手
2025年1月4日現在
注：選手の国籍表記はFIFAの定めた代表資格ルールに基づく。
| No. | Pos. |              | 選手名               |
| --- | ---- | ------------ | -------------------- |
| 1   | GK   | ドイツ       | マヌエル・ノイアー   |
| 2   | DF   | フランス     | ダヨ・ウパメカノ     |
| 3   | DF   | 大韓民国     | キム・ミンジェ ★     |
| 6   | MF   | ドイツ       | ヨズア・キミッヒ     |
| 7   | FW   | ドイツ       | セルジュ・ニャブリ   |
| 8   | MF   | ドイツ       | レオン・ゴレツカ     |
| 9   | FW   | イングランド | ハリー・ケイン       |
| 10  | FW   | ドイツ       | レロイ・サネ         |
| 11  | FW   | フランス     | キングスレイ・コマン |
| 15  | DF   | イングランド | エリック・ダイアー   |
| 16  | MF   | ポルトガル   | ジョアン・パリーニャ |
| 17  | FW   | フランス     | ミカエル・オリーズ   |
| 18  | GK   | イスラエル   | ダニエル・ペレツ     |

| No. | Pos. |              | 選手名                         |
| --- | ---- | ------------ | ------------------------------ |
| 19  | DF   | カナダ       | アルフォンソ・デイヴィス ★     |
| 20  | FW   | ドイツ       | アリヨン・イブラヒモビッチ     |
| 21  | DF   | 日本         | 伊藤 洋輝 ★                    |
| 22  | DF   | ポルトガル   | ラファエル・ゲレイロ           |
| 23  | DF   | フランス     | サシャ・ブイ                   |
| 25  | FW   | ドイツ       | トーマス・ミュラー (第2主将)   |
| 26  | GK   | ドイツ       | スヴェン・ウルライヒ           |
| 27  | MF   | オーストリア | コンラート・ライマー           |
| 28  | DF   | ドイツ       | タレク・ブッフマン             |
| 39  | FW   | フランス     | マティス・テル                 |
| 42  | MF   | ドイツ       | ジャマル・ムシアラ             |
| 44  | DF   | クロアチア   | ヨシプ・スタニシッチ           |
| 45  | MF   | ドイツ       | アレクサンダル・パヴロヴィッチ |

※星印はEU圏外選手を示す。

## 歴代監督
| 氏名                                  | 国籍           | 在籍年      |
| ------------------------------------- | -------------- | ----------- |
| ズラトコ・チャイコヴスキ              | ユーゴスラビア | 1963 - 1968 |
| ブランコ・ゼベツ                      | ユーゴスラビア | 1968 - 1970 |
| ウド・ラテック                        | 西ドイツ       | 1970 - 1975 |
| デットマール・クラマー                | 西ドイツ       | 1975 - 1977 |
| ローラーント・ジュラ                  | ハンガリー     | 1977 - 1979 |
| チェルナイ・パール                    | ハンガリー     | 1979 - 1983 |
| ラインハルト・ザフティク (暫定監督)   | 西ドイツ       | 1983        |
| ウド・ラテック                        | 西ドイツ       | 1983 - 1987 |
| ユップ・ハインケス                    | 西ドイツ       | 1987 - 1991 |
| セーレン・レアビー                    | デンマーク     | 1991 - 1992 |
| エーリッヒ・リベック                  | ドイツ         | 1992 - 1993 |
| フランツ・ベッケンバウアー (暫定監督) | ドイツ         | 1993 - 1994 |
| ジョバンニ・トラパットーニ            | イタリア       | 1994 - 1995 |
| オットー・レーハーゲル                | ドイツ         | 1995 - 1996 |
| フランツ・ベッケンバウアー (暫定監督) | ドイツ         | 1996        |
| ジョバンニ・トラパットーニ            | イタリア       | 1996 - 1998 |
| オットマー・ヒッツフェルト            | ドイツ         | 1998 - 2004 |
| フェリックス・マガト                  | ドイツ         | 2004 - 2007 |
| オットマー・ヒッツフェルト            | ドイツ         | 2007 - 2008 |
| ユルゲン・クリンスマン                | ドイツ         | 2008 - 2009 |
| ユップ・ハインケス (暫定監督)         | ドイツ         | 2009        |
| ルイス・ファン・ハール                | オランダ       | 2009 - 2011 |
| アンドリース・ヨンカー (暫定監督)     | ドイツ         | 2011        |
| ユップ・ハインケス                    | ドイツ         | 2011 - 2013 |
| ジョゼップ・グアルディオラ            | スペイン       | 2013 - 2016 |
| カルロ・アンチェロッティ              | イタリア       | 2016 - 2017 |
| ウィリー・サニョル (暫定監督)         | フランス       | 2017        |
| ユップ・ハインケス                    | ドイツ         | 2017 - 2018 |
| ニコ・コヴァチ                        | クロアチア     | 2018 - 2019 |
| ハンジ・フリック                      | ドイツ         | 2019 - 2021 |
| ユリアン・ナーゲルスマン              | ドイツ         | 2021 - 2023 |
| トーマス・トゥヘル                    | ドイツ         | 2023 - 2024 |
| ヴァンサン・コンパニ                  | ベルギー       | 2024-       |

## 歴代所属選手

### GK
- ゼップ・マイヤー (1958 - 1979)
- ジャン＝マリー・プファフ (1982 - 1988)
- ライモント・アウマン (1982 - 1994)
- ハラルト・シューマッハー (1991 - 1992)
- オリバー・カーン (1994 - 2008)
- ミヒャエル・レンジング (2003 - 2010)
- トーマス・クラフト (2004 - 2011)
- ハンス＝イェルク・ブット (2008 - 2012)
- マヌエル・ノイアー (2011 - )
- トム・シュターケ (2012 - 2017, 2017 - 2018)
- ペペ・レイナ (2014 - 2015)
- スヴェン・ウルライヒ(2015 - 2020,2021- )
- アレクサンダー・ニューベル (2020 - )

### DF
- フランツ・ベッケンバウアー (1963 - 1977)
- ハンス＝ゲオルク・シュヴァルツェンベック (1966 - 1981)
- パウル・ブライトナー (1970 - 1974, 1978 - 1983)
- クラウス・アウゲンターラー (1976 - 1991)
- ヴォルフガング・ドレムラー (1979 - 1986)
- ノルベルト・エデル (1984 - 1988)
- アンドレアス・ブレーメ (1986 - 1988)
- シュテファン・ロイター (1988 - 1991)
- ユルゲン・コーラー (1989 - 1991)
- マルクス・バッベル (1990 - 1992, 1994 - 2000)
- クリスティアン・ツィーゲ (1990 - 1997)
- ジョルジーニョ (1992 - 1994)
- サミュエル・クフォー (1993 - 2005)
- ビセンテ・リザラズ (1997 - 2004, 2005 - 2006)
- パトリック・アンデション (1999 - 2001)
- ウィリー・サニョル (2000 - 2009)
- ロベルト・コヴァチ (2001 - 2005)
- マルティン・デミチェリス (2003 - 2010)
- アンドレアス・ゲルリッツ (2004 - 2007, 2009 - 2010)
- ルッシオ (2004 - 2009)
- フィリップ・ラーム (2005 - 2017)
- ダニエル・ファン・ブイテン (2006 - 2014)
- マルセル・ヤンセン (2007 - 2008)
- マッツ・フメルス (2007 - 2009, 2016 - 2019)
- ブレーノ (2007 - 2010, 2010 - 2012)
- ホルガー・バトシュトゥバー (2009 - 2017)
- ダヴィド・アラバ (2010 - 2021)
- ディエゴ・コンテント (2010 - 2014)
- ラフィーニャ (2011 - 2019)
- ジェローム・ボアテング (2011 - 2021)
- ミッチェル・ヴァイザー (2012 - 2015)
- ダンテ (2012 - 2015)
- ハビ・マルティネス (2012 - 2021)
- ヤン・キルヒホフ (2013 - 2016)
- ベンノ・シュミッツ (2014)
- メディ・ベナティア (2014 - 2017)
- フアン・ベルナト (2014 - 2018)
- ザーダール・タスキ (2016)
- フェリックス・ゲッツェ (2016 - 2018)
- マルコ・フリードル (2017 - 2019)
- ニクラス・ズーレ (2017 - 2022)
- バンジャマン・パヴァール (2019 - 2023)
- リュカ・エルナンデス (2019 - 2023)
- アルフォンソ・デイヴィス (2019 - )
- タンギ・クアシ (2020 - 2022)
- ブナ・サール (2020 - 2024)
- ダヨ・ウパメカノ (2021 - )
- オマー・リチャーズ (2021 - 2022)
- ヌサイル・マズラウィ (2022 - 2024)
- マタイス・デ・リフト (2022 - 2024)
- 金玟哉 (2023 - )
- 伊藤洋輝 (2024 - )

### MF
- ウリ・ヘーネス (1970 - 1979)
- セーレン・レアビー(1983 - 1986)
- ローター・マテウス (1984 - 1988, 1992 - 2000)
- オラフ・トーン (1988 - 1994)
- シュテファン・エッフェンベルク (1990 - 1992, 1998 - 2002)
- ヤン・ボウタース (1991 - 1994)
- メーメット・ショル (1992 - 2007)
- ディートマー・ハマン (1993 - 1998)
- エミル・コスタディノフ (1995 - 96)
- アンドレアス・ヘルツォーク (1995 - 1996)
- マリオ・バスラー (1996 - 1999)
- ミヒャエル・タルナト (1997 - 2003)
- トルステン・フィンク (1997 - 2006)
- イェンス・イェレミース (1998 - 2006)
- ハサン・サリハミジッチ (1998 - 2007)
- オーウェン・ハーグリーヴス (1999 - 2007)
- ニコ・コヴァチ (2001 - 2003)
- ズヴェズダン・ミシモヴィッチ (2002 – 2004)
- バスティアン・シュヴァインシュタイガー (2002 - 2015)
- ゼ・ロベルト (2002 - 2006, 2007 - 2009)
- ミヒャエル・バラック (2002 - 2006)
- セバスティアン・ダイスラー (2002 - 2007)
- トルステン・フリンクス (2004 - 2005)
- マルク・ファン・ボメル (2006 - 2011)
- ヤン・シュラウドラフ 2007-2008
- トニ・クロース (2007 - 2014)
- ハミト・アルトゥントップ (2007 - 2011)
- ホセ・ソサ (2007 - 2008)
- フランク・リベリー (2007 - 2019)
- ダニエル・プラニッチ (2009 - 2012)
- アナトリー・ティモシュク (2009 - 2013)
- ルイス・グスタヴォ (2011 - 2013)
- 宇佐美貴史 (2011 - 2012)
- ジェルダン・シャキリ (2012 - 2015)
- パトリック・ヴァイラウフ (2012 - 2016)
- ハビ・マルティネス (2012 - 2021)
- ピエール・エミール・ホイビュルク (2013 - 2016)
- マリオ・ゲッツェ (2013 - 2016)
- ティアゴ・アルカンタラ (2013 - 2020)
- アレッサンドロ・シェプフ (2014)
- セバスティアン・ローデ (2014 - 2016)
- ユリアン・グリーン (2014 - 2016)
- シャビ・アロンソ (2014 - 2017)
- ジャンルカ・ガウディーノ (2014 - 2017)
- シナン・クルト (2015 - 2016)
- アルトゥーロ・ビダル (2015 - 2018)
- ヨシュア・キミッヒ (2015 - )
- ファビアン・ベンコ (2016 - 2018)
- レナト・サンチェス (2016 - 2019)
- セバスティアン・ルディ (2017 - 2018)
- コランタン・トリッソ (2017 - 2022)
- ハメス・ロドリゲス (2017 - 2019)
- レオン・ゴレツカ (2018 - )
- フィリペ・コウチーニョ (2019 - 2020)
- マルク・ロカ (2020 - 2022)
- マルセル・ザビッツァー (2021 - 2023)
- ライアン・フラーフェンベルフ(2022 - 2023)

### FW
- ゲルト・ミュラー (1965 - 1979)
- カール＝ハインツ・ルンメニゲ (1974 - 1984)
- ディーター・ヘーネス (1979 - 1987)
- ローラント・ヴォールファルト (1984 - 1993)
- ブライアン・ラウドルップ (1990 - 1992)
- アレクサンダー・ツィックラー (1993 - 2005)
- ジャン＝ピエール・パパン (1994 - 1996)
- ユルゲン・クリンスマン (1995 - 1997)
- カルステン・ヤンカー (1996 - 2002)
- ルジェーロ・リッツィテッリ (1996-98)
- エウベル (1997 - 2003)
- アリ・ダエイ (1998 - 1999)
- ロケ・サンタ・クルス (1999 - 2007)
- クラウディオ・ピサーロ (2001 - 2007, 2012 - 2015)
- パオロ・ゲレーロ (2002 - 2006)
- ロイ・マカーイ (2003 - 2007)
- シュテファン・マイヤーホーファー（2007）
- ルーカス・ポドルスキ (2006 - 2009)
- ミロスラフ・クローゼ (2007 - 2011)
- ルカ・トーニ (2007 - 2010)
- ザンドロ・ヴァーグナー (2007 - 2008, 2018 - 2019)
- トーマス・ミュラー (2008 - )
- ランドン・ドノヴァン (2009)
- マリオ・ゴメス (2009 - 2013)
- イヴィツァ・オリッチ (2009 - 2012)
- アリエン・ロッベン (2009 -2019)
- マリオ・マンジュキッチ (2012 - 2014)
- ロベルト・レヴァンドフスキ (2014 - 2022)
- ドウグラス・コスタ (2015 - 2018、2020 - 2021)
- キングスレイ・コマン (2015 - )
- セルジュ・ニャブリ (2017 - )
- クワシ・オキア・ヴリード (2017 - 2020)
- レロイ・サネ (2020 - )
- ジャマル・ムシアラ (2020 - )
- エリック・マキシム・シュポ＝モティング (2020 - 2024)
- サディオ・マネ (2022 - 2023)

## 歴代主将
| 期間      | 選手                                     |
| --------- | ---------------------------------------- |
| 1965-1970 | ヴェルナー・オルク                       |
| 1970-1977 | フランツ・ベッケンバウアー               |
| 1977-1979 | ゼップ・マイヤー                         |
| 1979      | ゲルト・ミュラー                         |
| 1979-1980 | ハンス＝ゲオルク・シュヴァルツェンベック |
| 1980-1983 | パウル・ブライトナー                     |
| 1983-1984 | カール＝ハインツ・ルンメニゲ             |
| 1984-1991 | クラウス・アウゲンターラー               |
| 1991-1994 | ライモント・アウマン                     |
| 1994-1997 | ローター・マテウス                       |
| 1997-1999 | トーマス・ヘルマー                       |
| 1999-2002 | シュテファン・エッフェンベルク           |
| 2002-2008 | オリバー・カーン                         |
| 2008-2011 | マルク・ファン・ボメル                   |
| 2011-2017 | フィリップ・ラーム                       |
| 2017-     | マヌエル・ノイアー                       |

## 個人記録

### 最多試合出場
| # | 選手                       | 出場数 | 在籍期間  |
| - | -------------------------- | ------ | --------- |
| 1 | トーマス・ミュラー         | 729    | 2008-     |
| 2 | ゼップ・マイヤー           | 709    | 1962-1980 |
| 3 | オリバー・カーン           | 632    | 1994-2008 |
| 4 | ゲルト・ミュラー           | 613    | 1964-1979 |
| 5 | フランツ・ベッケンバウアー | 584    | 1964-1977 |

出典 : Transfermarkt.com

### 最多得点
| # | 選手                         | 得点数 | 在籍期間  |
| - | ---------------------------- | ------ | --------- |
| 1 | ゲルト・ミュラー             | 570    | 1964-1979 |
| 2 | ロベルト・レヴァンドフスキ   | 344    | 2014-2022 |
| 3 | トーマス・ミュラー           | 246    | 2008-     |
| 4 | ライナー・オールハウザー     | 228    | 1961-1970 |
| 5 | カール＝ハインツ・ルンメニゲ | 217    | 1974-1984 |

出典 : Transfermarkt.com